# Place du 11-Novembre-1918 (Paris)
Pour les articles homonymes, voir Place du 11-Novembre-1918.
La place du 11-Novembre-1918, à Paris, est une voie située dans le quartier Saint-Vincent-de-Paul du 10e arrondissement.

## Situation et accès
La place du 11-Novembre-1918 est desservie à proximité par les lignes 4, 5 et 7 à la station Gare de l'Est. 
Elle dessert aussi la ligne E du RER à Magenta (à distance)

## Origine du nom
Cette place a été nommée en commémoration de l'Armistice de 1918 qui a mis fin à la Première Guerre mondiale le 11 novembre 1918.

## Historique
Cette voie, définie sur l'emprise des rues qui la bordent, prend son nom en 1966. Le choix de sa localisation devant la gare de l'Est est symbolique du fait que cette gare parisienne est celle qui dessert l'est de la France et l'Allemagne.

## Bâtiments remarquables et lieux de mémoire
La place se trouve devant la gare de l'Est, dont elle constitue le parvis.